# Toembak
Toembak war ein Volumenmaß für Holz in Niederländisch-Indien.
- 1 Toembak = 6,68 Kubikmeter